# Паклинский
Паклинский — хутор в Дновском районе Псковской области России.  Входит в городское поселение Дно.
Расположена на юго-восточной окраине города Дно.

## Население
| 2001 | 2002 | 2010 |
| ---- | ---- | ---- |
| 77   | ↘54  | ↘45  |

Численность населения деревни на 2000 год составляла 77 жителей, на 2011 год — 61 житель.

## История
До 2005 года деревня входила в состав Выскодской волости.